# Yoshinori Shigematsu
Yoshinori Shigematsu (jap. 重松 良典 Shigematsu Yoshinori; ur. 2 kwietnia 1930, zm. 2018) – japoński piłkarz, reprezentant kraju.
Jako piłkarz grał w klubie Toyo Industries. W reprezentacji Japonii zadebiutował w 1958.

## Statystyki
| Reprezentacja Japonii | Reprezentacja Japonii | Reprezentacja Japonii |
| Rok                   | Mecze                 | Gole                  |
| --------------------- | --------------------- | --------------------- |
| 1958                  | 1                     | 0                     |
| Razem                 | 1                     | 0                     |